# 1141 Bohmia
1141 Bohmia је астероид главног астероидног појаса са пречником од приближно 9,5 .
Афел астероида је на удаљености од 2,645 астрономских јединица (АЈ) од Сунца, а перихел на 1,895 АЈ.
Ексцентрицитет орбите износи 0,165, инклинација (нагиб) орбите у односу на раван еклиптике 4,275 степени, а орбитални период износи 1249,538 дана (3,421 године).
Апсолутна магнитуда астероида је 13,9 а геометријски албедо 0,054.
Астероид је откривен 4. јануара 1930. године.